# まんが王国
まんが王国（まんがおうこく）は、株式会社ビーグリーが運営するdocomo/au/SoftBank/クレジットカード決済などで利用可能なスマートフォン、タブレット、PC向けコミック配信サービス。会員数は200万人を超える。
フィーチャーフォン向けには「ケータイ★まんが王国」がある。

## 特徴
少年、少女、青年、女性、BL、TLなどのジャンルの漫画タイトルを配信する。無料漫画が充実。無料漫画以外は、所持するポイントで購入が可能。定期的にコミックの無料配信やポイントキャンペーンなどのイベントをサイト内で展開している。
専用ビューワアプリを使用しているので、タップやフリックなどの操作でコミックを読むことが可能。アプリにはページ移動機能、しおり機能、自動再生機能などの機能が搭載されている。
docomo・auのみ特定の条件でケータイ★まんが王国の情報を引き継ぐことが可能。

## ポイントについて

### 支払方法
- docomo - spモード（月額コース/ポイント追加）
- au - auかんたん決済（月額コース/ポイント追加）
- SoftBank - ソフトバンクまとめて支払い（月額コース/ポイント追加）
- クレジットカード決済（月額コース/ポイント追加）
- 楽天ペイ（ポイント追加）
- Amazon Pay（ポイント追加）
- LINE Pay（ポイント追加）
- Apple Pay（ポイント追加）
- WebMoney（ポイント追加）

### 月額コース
- 月額300円コース（税抜）/300 ポイント（docomo/au/SoftBank/クレジットカード決済）ほか

## 特徴的なサービス
- じっくり試し読み - 無料で大量ページが読めるサービス。対象は3,000作品を超えている（2019年3月時点）。